# Carl Flügge (Mediziner)

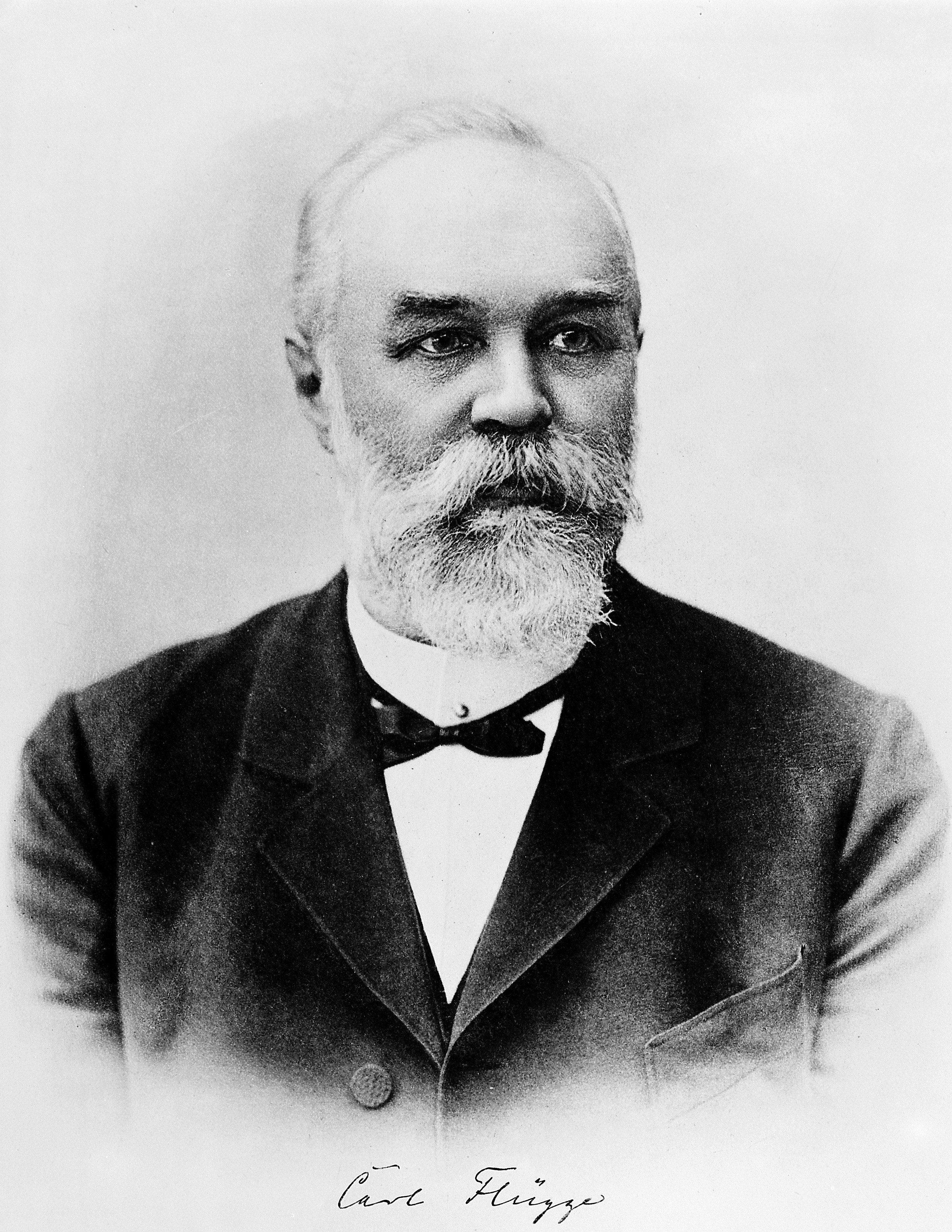
Carl Flügge, um 1905

Carl Georg Friedrich Wilhelm Flügge (* 9. Dezember 1847 in Hannover; † 12. Oktober 1923 in Berlin) war ein deutscher Arzt, Hygieniker und Hochschullehrer. Er entwickelte eine Theorie der Tröpfcheninfektion mit „Tuberkelbazillen“.

## Leben
Flügge, ein Sohn des Arztes Max Eduard Flügge (1811–1892), studierte nach dem Abitur 1865 Medizin an der Georg-August-Universität Göttingen. 1866 wurde er Mitglied des Corps Bremensia. Er bestand 1870 das medizinische Staatsexamen und nahm als Feldassistenzarzt am Deutsch-Französischen Krieg teil. 1871 ließ er sich als praktischer Arzt in Nenndorf nieder. Ab 1874 studierte er Chemie an der Rheinischen Friedrich-Wilhelms-Universität Bonn (bei Friedrich August Kekulé) und in Göttingen. 1875 wurde er wissenschaftlicher Assistent von Franz Adolf Hofmann an der Universität Leipzig. 1878 habilitierte er sich in Berlin für Hygiene. 1881 zog er nach Göttingen, wo er ab dem Sommersemester als Privatdozent am Physiologischen Institut eine eigene Abteilung für Medizinische Chemie und Hygiene erhielt und drei Jahre später zum a.o. Professor und Direktor des aus seiner Abteilung hervorgegangenen ersten selbstständigen Institutes für Hygiene in Preußen ernannt wurde. Ab 1885 leitete er das Institut als ordentlicher Professor. 1887 folgte er dem Ruf der Königlichen Universität Breslau auf ihren Lehrstuhl. Hier waren Wolfgang Weichardt (1875–1945), Walter Kruse (1864–1943) sowie Emil Gotschlich (1870–1949) seine Assistenten. 1898 war Flügge Präsident der Schlesischen Gesellschaft für vaterländische Kultur. Für das akademische Jahr 1900/01 wurde er zum Rektor der Universität Breslau gewählt. In seiner Rektoratsrede am 15. Oktober 1900 schilderte er die Entwicklung der wissenschaftlichen Hygiene. Schließlich berief ihn das Preußische Ministerium der geistlichen, Unterrichts- und Medizinalangelegenheiten 1909 als Nachfolger von Max Rubner an die Charité. Flügge widmete sich der Tuberkulose und untersuchte Tröpfcheninfektionen (1897: Theorie der Tröpfcheninfektion mit „Tuberkelbazillen“) und Desinfektionsverfahren. Er befasste sich auch mit der Pasteurisierung von Milch.

## Ehrungen
- Mitglied des Reichsgesundheitsrates
- Geheimer Medizinalrat[1]
- Dr. iur. h. c. der University of Aberdeen

## Veröffentlichungen
- Die Bedeutung der Trinkwasseruntersuchungen für die Hygiene. Leipzig 1877.
- Lehrbuch der hygienischen Untersuchungsmethoden
- Grundriss der Hygiene. Leipzig 1889
- Großstadtwohnungen und Kleinhaussiedlungen in ihrer Einwirkung auf die Volksgesundheit. Jena 1916
- Die Mikroorganismen: mit besonderer Berücksichtigung der Ätiologie der Infektionskrankheiten, Leipzig 1886 (Digitalisat)

## Herausgeber
- Gründer der Zeitschrift für Hygiene